# Dead of Night (canción de Erasure)
Dead of Night es una canción del dúo del género electrónico Erasure publicada en su álbum The Violet Flame en 2014.

## Descripción
Dead of Night cuenta con la particularidad de -pese a no haberse editado como sencillo- haber contado con un video de difusión creado especialmente para su estreno en vivo -en la noche de Halloween- durante el The Violet Flame Tour. El mismo es un compilado de imágenes de viejas películas de terror en blanco y negro.

Sono Luminus fue compuesta por Vince Clarke, Andy Bell y Richard X.